# Рождественский, Александр Викторович
Алекса́ндр Ви́кторович Рожде́ственский (род. 10 января 1965 года, Москва) — российский учёный, экономист, кандидат педагогических наук, доктор экономических наук, профессор, ректор МАТИ в 2012—2015 годах, исполняющий обязанности ректора МАИ в 2015—2016 годах. Действительный государственный советник Российской Федерации 3 класса (Указ Президента Российской Федерации от 05.02.2009 г. № 121) 

## Образование
В 1989 году окончил математический факультет Московского государственного педагогического института им. В. И. Ленина.
В 2000 году окончил экономический факультет Московского государственного университета им. М. В. Ломоносова.

## Карьера
- 1983 года - 1985 год служба в ВС СССР.
- 1989 года - 1991 год — учитель математики.
- 1991 года - 2002 год — работа на руководящих должностях в коммерческих структурах.
- 2002 года -2004 год — заместитель руководителя Департамента экономики и управления государственной собственностью Министерства транспорта Российской Федерации.
- 2004 года - 2010 год — заместитель Руководителя Федерального агентства по образованию.
- 2010 год  -  Председатель ликвидационной комиссии Федерального агентства по образованию. ( Распоряжение  Правительства РФ от 13 апреля 2010 г. N 526-р)
- 2010 года - 2012 год — профессор Государственного образовательного учреждения высшего профессионального образования «Российский государственный университет инновационных технологий и предпринимательства».
- 2012 год- 2015 год-— ректор МАТИ.
- 2015 год  —  2016 год и. о. ректора МАИ.
- В настоящее время является руководителем частной компании.

## Научная деятельность
Является автором более 100 печатных работ, в том числе 11 монографий, 5 учебников и 16 учебных пособий в таких областях, как экономика, социально-экономические отношения в сфере образования, инновационная деятельность высших учебных заведений, интегрированные структуры высшей школы и предприятий военно-промышленного комплекса и др.

### Научные труды
- А. В. Рождественский и др. Высшая школа России и национальная инновационная система. М., изд-во РГУИТП, 2008 г., 436 с.
- А. В. Рождественский и др. Управление развитием инновационной деятельности в регионах России. М., изд-во РГУИТП, 2009 г., 258 с.
- А. В. Рождественский. Социальная сфера: эволюция теоретических подходов, методология и перспектива. М., изд-во «Гелиос АРВ», 2010 г., 248 с.
- А. В. Рождественский и др. «Курс высшей математики. Теория функций комплексной переменной». Учебное пособие (Лекции и практикум). С-Петербург. изд-во «Лань». 2010 г. 363 с.
- А. В. Рождественский и др. Экономика. Учебник для вузов. М., изд-во «Гелиос АРВ», 2012 г., 640 с.
- А. В. Рождественский и др. Совершенствование механизмов управления ресурсным обеспечением инновационного вуза. М., изд-во РГУИТП, 2012 г., 186 c.
- А. В. Рождественский и др. Инновационные интегрированные структуры образования, науки и бизнеса. М., изд-во Альфа-М, 2014 г., 160 с.
- А. В. Рождественский и др. Теория рисков в практике управления внебюджетной деятельностью вузов. Издатель: Palmarium Academic Publishing. Saarbrucken (Германия), 2014 г., 93 с.

## Критика
Рождественский привлёк внимание своей декларацией о доходах, опубликованной на сайте Министерство образования и Науки РФ в статье Коммерсант.ru «Доходов ректоров хватает на пароход». Единственный ректор института, имеющего отношения к аэрокосмической промышленности, не обладающий профильным образованием.
По данным  скандального сетевого экспертного сообщества «Диссернет», в докторской диссертации Рождественского «Формирование системы инвестирования социальной сферы региона: теория, методология и практика» (2009) содержится массовый плагиат. Это не нашло поддержку в Высшей аттестационной комиссии (ВАК РФ) и не привело к аннулированию докторской диссертации А. В. Рождественского, несмотря на утверждения в 2013 году физика и эксперта «Диссернета» А. А. Ростовцева, который отмечал, что работа Рождественского представляет собой «классический пример научного подлога». А. А. Ростовцев прогнозировал развитие аэрокосмической отрасли с участием Рождественского следующим образом: «Если и взаправду гласит народная мудрость „Каков поп, таков и приход“, то за эту многострадальную отрасль народного хозяйства можно больше не переживать. Проще о ней забыть. Дешевле будет» ,  Под руководством А. В. Рождественского было проведено беспрецедентное объединение двух крупнейших российских авиакосмических вузов МАТИ и МАИ в единый университет. Назначение  нового  ректора МАИ вызвало у отстраненных  за неэффективную работу  от административных должностей сотрудников вуза  протест , приведший к организации дискредитирующей А. В. Рождественского кампании и созданию на сайте change.org соответствующей петиции . Экс-ректор МАИ академик Ю. А. Рыжов высказал следующее мнение: «Я считаю хамством то, как выкинули предыдущего ректора, без права посещения МАИ и с выдачей ему трудовой книжки. Произошел рейдерский захват института». Кроме этого, на НТВ в эфире передачи «Точка» с М. Л. Шевченко был показан сюжет «Высшее учебное заблуждение: в главных авиационных вузах вспыхнул громкий скандал», в котором акцентируется внимание на сданных в аренду и переданных субаренду площадях МАТИ под отель и рестораны, а также продаже земли МАТИ под строительство торгового центра и высказываются опасения об аналогичной участи МАИ. В дальнейшем участие Рождественского в фактах, приведенных Шевченко, не нашли официального подтверждения, в том числе, и по результатам проведенной органами МВД проверки.